# Veroneser Währungsraum
Der Veroneser Währungsraum ist ein Teil der mittelalterlichen Währungsgeographie, der sich ausgehend von der norditalienischen Stadt Verona ab der ersten Hälfte des 10. Jahrhunderts entwickelte und sich bis ins 13. Jahrhundert über die Alpen nach Norden ausdehnte. Die Leitmünze des Währungsraums war der Veroneser Denar oder Pfennig, der nach dem mittelalterlichen deutschen Namen Bern für Verona auch als Berner oder Perner bezeichnet wurde. Der Veroneser Währungsraum hatte bis zur Einführung der Augsburger Reichsmünzordnung von 1551 Bestand.

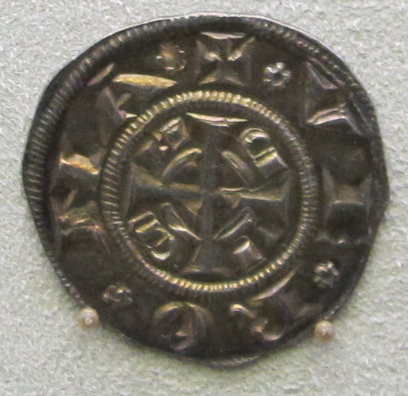
Veroneser Grosso aus der Zeit um 1230/40

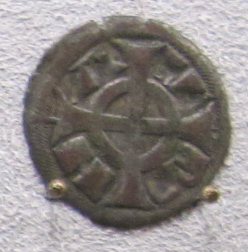
Berner aus der Zeit der kommunalen Verwaltung, geprägt ab dem späten 12. Jahrhundert

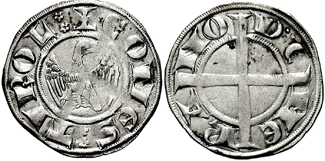
Vor 1274 wurden in Meran die Adlergroschen geprägt

## Entstehung des Veroneser Währungsraums
Der Währungsraum um Verona bildete sich, nachdem die Magyaren ab 899 das östliche Norditalien in wiederholten Plünderzügen verheert hatten. Der vom Gebirge geschützte Weg über den zentralen Brennerpass wurde dadurch wichtiger und am Ausgangspunkt dieser neuen Transitroute über die Alpen wurde in Verona eine neue Münzstätte eröffnet. Spätestens 924/26 war sie in Betrieb. Ab diesem Zeitpunkt prägten die italienischen Könige Rudolf II., Hugo und sein Sohn Lothar II., sowie Berengar II. und sein Sohn Adalbert von Ivrea Münzen mit ihrem Namen in Verona. Ab 961/62 ließ Kaiser Otto I. in Verona Denare mit seinem Namen prägen. Bis zum Ende des 12. Jahrhunderts blieb Verona eine kaiserliche Münzstätte, wobei die hier geschlagenen Denare oder Silberpfennige zusehend kleiner und dünner wurden.

## Ausdehnung des Währungsraums
Diese schüsselförmigen Kleinmünzen konnten am Beginn des 13. Jahrhunderts der Anforderung als überregionale Handelsmünze nicht mehr genügen. Kurz nach 1230 wurden daher Grossi zu 20 kleinen Bernern geprägt, die nun als stabile Silbermünze wieder dem transalpinen Handel dienen konnte. Schon um 1180 hatte man in Trient begonnen, kleine Denare nach Veroneser Fuß zu prägen, und nach 1236 wurden auch die Grossi in der Bischofsstadt geschlagen.
Noch wichtiger war der Prägebeginn von Münzen nach Veroneser Fuß in Meran. Auch hier hatte man schon vor 1259 kleine Veroneser Pfennige mit den Umschriften COMES T und MARANO geprägt, bevor Graf Meinhard II. von Tirol zur Prägung der Adlergroschen überging. Diese galten zunächst, wie die Grossi in Verona und Trient, zwanzig Pfennige, doch nachdem ab 1274 eine neue, schwerere Groschenmünze in Meran geprägt wurde, wurden die Adlergroschen auf 18 Pfennige abgewertet. Die neuen Zwanziger von Meran erwiesen sich als überaus erfolgreich und erhielten im italienischen Sprachgebiet den Namen Tirolini, im deutschen Sprachraum nach dem Doppelkreuz auf der Vorderseite den Namen Kreuzer.
Das Währungssystem bestand nun aus folgenden Nominalen: 1 Kreuzer = 5 Vierer = 20 Berner. 12 Kreuzer oder 240 Berner bildeten ein Pfund, zehn Pfund waren im Veroneser Währungsraum eine Mark. Pfund und Mark waren jedoch Recheneinheiten, die nicht als Münzen ausgeprägt wurden.
Adlergroschen und Kreuzer waren im Spätmittelalter außerordentlich beliebt und weit verbreitet. Da man in Meran kaum mit dem Prägen nachkam, begannen verschiedene Münzherren mit dem Nachprägen dieser Geldstücke. Solche Beischläge entstanden in den Münzstätten von Cortemilia unter Markgraf Odonus III. von Carretto zwischen 1283 und 1313, Incisa vor 1311, Ivrea vor 1311, Acqui unter Bischof Odonus Bellingeri (1305–1337), Mantua (ab 1311 bis 1407), Treviso (ab ca. 1321), Padua (ab ca. 1320), Vicenza (1320 bis 1329), Parma (1341 bis 1344), Aquileia unter dem Patriarchen Marquard I. von Randeck (1365–1381), Crevacuore, Zürich ab 1470/80, Passau unter Bischof Ulrich III. von Nussdorf (1451–1479), Wien 1467/68, Wiener Neustadt (1470 bis 1472) sowie in Hals-Leuchtenberg.
Die Meraner Prägungen im Veroneser Währungssystem wurden in deutschsprachigen Rechtsaufzeichnungen des Spätmittelalters ausdrücklich als „Perner Meraner müncz“ bezeichnet, ehe 1477 die Tiroler Münzstätte von Meran nach Hall in Tirol verlegt wurde, wobei dort weiterhin Kreuzer und Vierer (Vier-Berner-Stücke) nach Veroneser/Meraner Fuß geprägt wurden.

## Das Ende des Währungsraums
1387 fiel Verona an die Visconti von Mailand, 1405 kam die Stadt unter die Herrschaft von Venedig. Damit endete die eigenständige Prägetätigkeit in Verona, und die Stadt schied mit ihrem Umland aus dem Veroneser Währungsraum aus. In Tirol rechnete und bezahlte man aber weiterhin mit Münzen nach Veroneser Fuß, die zunächst weiterhin in Meran, später dann in Hall in Tirol geprägt wurden.
Das Ende des Veroneser Währungsraums kam mit den Bemühungen um eine Reichsmünzordnung im 16. Jahrhundert. Ab 1551 wurde der Taler die wichtigste Münze im Reich, doch lebte der Kreuzer als letzter Rest des Veroneser Währungsraums noch lange fort.